# Olesya Syreva
Olesya Syreva (en russe : Олеся Сырева), née le 25 novembre 1983 à Novossibirsk, est une athlète russe spécialiste des courses de demi-fond.

## Biographie
Elle remporte deux médailles de bronze, sur 1 500 m et sur 3 000 m, lors des Championnats du monde juniors 2002 de Kingston. Vainqueur en 2005 des Championnats du monde universitaires, elle se classe deuxième des Championnats d'Europe espoirs. 
Olesya Syreva est suspendue deux ans par la Fédération russe d'athlétisme à compter du 1er février 2013 pour avoir présenté des variations hématologiques anormales sur son passeport biologique. Ses résultats obtenues après le 3 mars 2011 sont annulés,. Elle est notamment déchue de sa médaille d'argent obtenue lors des Championnats d'Europe en salle 2011.

## Palmarès
| Date | Compétition                       | Lieu      | Résultat | Performance |
| ---- | --------------------------------- | --------- | -------- | ----------- |
| 2002 | Championnats du monde juniors     | Kingston  | 3e       | 1 500 m     |
| 2002 | Championnats du monde juniors     | Kingston  | 3e       | 3 000 m     |
| 2005 | Universiade                       | İzmir     | 1re      | 1 500 m     |
| 2005 | Championnats d'Europe espoirs     | Erfurt    | 2e       | 1 500 m     |
| 2006 | Championnats du monde en salle    | Moscou    | 5e       | 3 000 m     |
| 2011 | Championnats d'Europe en salle    | Paris     | DSQ      | 3 000 m     |
| 2011 | Championnats d'Europe par équipes | Stockholm | DSQ      | 3 000 m     |

### Records
| Épreuve | Performance   | Lieu   | Date            |
| ------- | ------------- | ------ | --------------- |
| 1 500 m | 4 min 06 s 47 | Tula   | 15 juin 2006    |
| 3 000 m | 8 min 55 s 09 | Monaco | 29 juillet 2008 |